# 河路重平
河路 重平（かわじ じゅうへい、1853年8月18日（嘉永6年7月14日） - 1904年（明治37年）7月13日）は、明治時代の政治家。実業家。銀行家。貴族院多額納税者議員。滋賀県坂田郡長浜町長。

## 経歴
寺村喜右衛門の子として近江国坂田郡長浜町（現滋賀県長浜市）に生まれ、1872年（明治5年）醤油醸造業を営む河内重内の養子となり、1876年（明治9年）10月に家督を相続した。
1874年（明治7年）以降、坂田郡第十六区戸長、長浜町会議員、同町長のほか、第二十一、第六十四各国立銀行頭取、日本精米、日本汽船各取締役、近江製糸、長浜生糸米穀取引所各監査役などを歴任した。ほか、長浜銀行、長浜貯蓄銀行などの創立に関与した。
1893年（明治26年）頃、北海道に渡り石狩の清真布の土地を購入し北海道亜麻製綿を設立し日本の麻糸業界の中心として活躍した。ほか、同地にて吉田健作、下郷伝平（初代）らとともに半官半民の北海道製麻会社を設立した。
1901年（明治34年）滋賀県多額納税者として補欠選挙で貴族院議員に互選され、同年9月16日から務めたが、1904年（明治37年）在任中に死去した。